# Wapen van Hummelo en Keppel

Wapen van Hummelo en keppel

Het Wapen van Hummelo en Keppel  is het wapen dat werd gebruikt door de gemeente Hummelo en Keppel tot 1 januari 2005 toen de gemeente samenging met Bronckhorst.

## Geschiedenis
Er was al veel te doen rondom de naamgeving van de nieuw te vormen gemeente in 1817. Laag-Keppel hoorde vanouds bij het Richterambt van Doesburg en Hummelo bij het Landdrostambt van Zutphen. In de Franse Tijd waren zij immers aparte mairieën (gemeenten) geweest. Het wapen van Keppel (drie Jacobsschelpen op een veld van keel) zou na de herindeling niet meer gevoerd worden, dat stond al vast. Na veel moeizame vergaderingen en advies van de Hoge Raad van Adel in de wind geslagen was het idee om een gedeeld schild te ontwerpen, waarvan het het eerste deel het wapen van Keppel zou moeten zijn en het tweede deel een wit blazoen zou hebben met drie Jacobsschelpen, eventueel een andere eenvoudig ontwerp op dat tweede deel of zelfs blanco. Mogelijk heeft de gemeenteraad de brief niet goed begrepen, of willen begrijpen, want op 10 juli 1870 werd het huidige wapen toegekend: 
"Van zilver, beladen met drie St. Jacobsschulpen van keel, geplaatst twee en een."

## Bron
- Gemeentewapens, Jaarboek Achterhoek en Liemers 1982. Oudheidkundige vereniging "De Graafschap" Uitgave Walburg pers.

Aalst · 
Ammerzoden · 
Angerlo · 
Appeltern · 
Batenburg · 
Beesd · 
Beltrum · 
Bemmel · 
Bergharen · 
Bergh · 
Beusichem · 
Borculo · 
Brakel · 
Buurmalsen · 
Deil · 
Didam · 
Dinxperlo · 
Dodewaard ·
Doornspijk ·
Dreumel ·
Driel ·
Echteld ·
Eibergen ·
Elst ·
Est en Opijnen ·
Everdingen ·
Ewijk ·
Gameren ·
Geesteren · 
Geldermalsen · 
Gendringen · 
Gendt ·
Groenlo ·
Groesbeek ·  
Haaften ·
Hedel ·
's-Heerenberg ·
Heerewaarden ·
Hemmen ·
Hengelo ·
Herwen en Aerdt ·
Herwijnen ·
Heteren ·
Heukelum ·
Hoevelaken ·
Horssen ·
Huissen ·
Hummelo en Keppel ·
Hurwenen  ·
Kerkwijk ·
Keppel ·
Kesteren ·
Laren · 
Lichtenvoorde ·
Lienden ·
Lingewaal · 
Maurik ·
Millingen aan de Rijn ·
Nederhemert ·
Neede ·
Neerijnen ·
Netterden ·
Niftrik ·
Nijbroek ·
Ophemert ·
Overasselt ·
Pannerden ·
Poederoijen · 
Renkum ·
Rijnwaarden ·
Rossum ·
Ruurlo ·
Steenderen ·
Terborg ·
Twello ·
Ubbergen ·
Valburg ·
Varik ·
Vorden ·
Vuren ·
Waardenburg ·
Wadenoijen ·
Wamel ·
Wehl ·   
Warnsveld ·
Wisch ·
Zeddam ·
Zelhem ·
Zoelen ·
Zuilichem 

Dorps-, heerlijkheids- en stadswapens: 

Acquoy 
· Baak 
· Barlham 
· Bredevoort 
· Doreweerd 
· Elden
· Enspijk 
· Gellicum 
· Groessen 
· Hakfort 
· Hellouw 
· IJzendoorn 
· Kell  
· Lede en Oudewaard 
· Lichtenberg 
· Loil 
· Maasbommel 
· Meijnerswijk 
· Meteren 
· Middagten 
· Rhenoy 
. Rumpt
· Tricht 
· Verwolde 
· Wildenborch